# Unió Esportiva Extremenya
La Unió Esportiva Extremenya es un club de fútbol de la parroquia de Andorra la Vieja, en Andorra.
Actualmente no se encuentra en ninguna competición a nivel nacional.

## Historia
El club fue fundado en 1998 como Francfurt Cerni. El club jugó el Campeonato de Liga de 1998-99, pero descendió al final de la temporada. Permaneció en Segunda División hasta el regreso a la máxima categoría en la temporada 2002-2003. El club fue relegado tras finalizar en octava posición al final de la temporada regular.
El club descendió de categoría otra vez a la Segunda División para la temporada 2005-2006, después de un año en la máxima división. La temporada 2005-2006 en la Liga de Andorra fue un desastre, ya que solo sumaron un punto en 20 partidos, punto que lograron en un partido empatado en casa contra el C. E. Principat el 12 de febrero de 2006.
La temporada siguiente terminaron quintos en la Segunda División de Andorra. El club nunca ha permanecido dos temporadas consecutivas en la Andorrana Premier League, habiendo participado en la máxima categoría durante tres temporadas diferentes: 1999-2000, 2003-2004 y 2006-2007.
La UE Extremenya jugó los play-off por una plaza en la Primera División tras quedar tercera en la Segunda División de Andorra durante la temporada 2009-2010. Lo lograron porque el Lusitans B, que no era promocionable, quedó segundo y no podía participar. En el enfrentamiento con el F. C. Encamp, tras dos partidos, el Extremenya perdió por un resultado global de 2-5. Dos años después, durante la temporada 2011-2012, el Extremenya quedó segundo en la Segona Divisió y compitió en un play-off de dos partidos contra el Inter Club d'Escaldes para poder jugar la temporada siguiente en la Primera Andorrana. El equipo perdió por un resultado global de 0-3.
En la temporada 2021-22 fue subcampeón de la Copa Constitució 2022 al perder la final ante el Atlètic Club d'Escaldes.

## Nombres
- 1998: El club fue fundado como Francfurt Cerni.[3]
- 2002: El club cambia su nombre a FC Cerni.[4]
- 2003: El club cambia su nombre a UE Extremenya.[13]

## Temporadas

### Primera División
| Temporada |                 | Pos. | PJ. | G | E | P  | GF | GC | Puntos |
| --------- | --------------- | ---- | --- | - | - | -- | -- | -- | ------ |
| 1998-99   | Primera Divisió | 9    | 22  | 5 | 1 | 16 | 23 | 83 | 16     |
| 2002-03   | Primera Divisió | 8    | 22  | 2 | 1 | 19 | 21 | 85 | 7      |
| 2005-06   | Primera Divisió | 8    | 22  | 0 | 1 | 21 | 11 | 98 | 1      |

### Segunda División
| Temporada |                | Pos. | PJ. | G  | E | P  | GF | GC | DG  | Pts |
| --------- | -------------- | ---- | --- | -- | - | -- | -- | -- | --- | --- |
| 1999-00   | Segona Divisió | 6    | ?   | ?  | ? | ?  | ?  | ?  | ?   | ?   |
| 2000-01   | Segona Divisió | ?    | ?   | ?  | ? | ?  | ?  | ?  | ?   | ?   |
| 2001-02   | Segona Divisió | 2    | 17  | 10 | 2 | 5  | 37 | 31 | +6  | 32  |
| 2003-04   | Segona Divisió | 6    | 16  | 7  | 2 | 7  | 28 | 32 | -4  | 23  |
| 2004-05   | Segona Divisió | 2    | 18  | 11 | 4 | 3  | 35 | 22 | +13 | 37  |
| 2006-07   | Segona Divisió | 5    | 14  | 4  | 3 | 7  | 30 | 29 | +1  | 15  |
| 2007-08   | Segona Divisió | 2    | 16  | 14 | 0 | 2  | 42 | 13 | +29 | 42  |
| 2008-09   | Segona Divisió | 4    | 18  | 6  | 7 | 5  | 40 | 30 | +10 | 25  |
| 2009-10   | Segona Divisió | 3    | 20  | 12 | 3 | 5  | 45 | 24 | +21 | 39  |
| 2010-11   | Segona Divisió | 4    | 23  | 12 | 2 | 9  | 70 | 40 | +30 | 38  |
| 2011-12   | Segona Divisió | 2    | 18  | 13 | 2 | 3  | 62 | 17 | +45 | 41  |
| 2012-13   | Segona Divisió | 8    | 22  | 9  | 2 | 11 | 41 | 33 | +8  | 29  |
| 2013-14   | Segona Divisió | 6    | 14  | 8  | 0 | 6  | 45 | 23 | +22 | 24  |
| 2014-15   | Segona Divisió | 8    | 10  | 3  | 3 | 4  | 15 | 18 | -3  | 12  |
| 2015-16   | Segona Divisió | 4    | 23  | 17 | 1 | 5  | 85 | 26 | +59 | 52  |
| 2018-19   | Segona Divisió | 6    | 23  | 3  | 4 | 16 | 35 | 92 | -57 | 13  |
| 2019-20   | Segona Divisió | 9    | 14  | 1  | 0 | 13 | 6  | 68 | -62 | 0   |
| 2021-22   | Segona Divisió | 3    | 26  | 14 | 6 | 6  | 77 | 43 | +34 | 48  |

1. ↑  Se le descontaron 3 puntos.